# Chi ha ucciso Cock Robin?
Chi ha ucciso Cock Robin? (Who Killed Cock Robin?) è un film del 1935 diretto da David Hand. È un cortometraggio d'animazione della serie Sinfonie allegre, distribuito negli Stati Uniti dalla United Artists il 26 giugno 1935 e basato sull'omonima filastrocca britannica del 1744. In alcuni personaggi del film si possono riconoscere caricature di attori dell'epoca. È stato distribuito in DVD col titolo Chi ha ucciso Robin?.

## Trama
Mentre Robin il pettirosso (caricatura di Bing Crosby) suona una serenata a Jenny Wren (caricatura di Mae West), un uccello nascosto scocca una freccia nel cuore di Robin e lui cade a terra. Arrivano la polizia e un'ambulanza. Mentre i dottori portano via il corpo di Robin, la polizia arresta tre sospetti: un cuculo (caricatura di Harpo Marx), un passero (caricatura di Edward G. Robinson) e un merlo (caricatura di Stepin Fetchit). Il giorno dopo si svolge il processo e i tre sospetti vengono interrogati da un pappagallo avvocato, ma nessuno dei tre sa dire chi è l'assassino. Poi arriva in tribunale Jenny che chiede sia fatta giustizia per il povero Robin. Poiché non si capisce chi sia il colpevole, il giudice gufo condanna tutti e tre i sospettati all'impiccagione. In quel momento un'altra freccia viene scagliata e si scopre che a farlo è stato Cupido, il quale afferma di non aver ucciso Robin, ma solo di averlo colpito, e che lui è caduto a testa in giù per amore di Jenny. Robin si risveglia e lui e Jenny si baciano.

## Distribuzione

### Edizione italiana
Il film fu distribuito in Italia nel 1936 in lingua originale. Fu doppiato dalla Royfilm per la distribuzione in VHS nel 1987 e poi ridoppiato dalla stessa società per la distribuzione in DVD nel 2004. Non essendo stata registrata una colonna internazionale, in entrambi i casi la musica presente mentre i personaggi parlano e cantano fu sostituita.

### Edizioni home video

#### VHS
Italia
- Paperino & soci a caccia di... guai (gennaio 1987)[3]

#### DVD
Il cortometraggio fu distribuito in DVD-Video nel primo disco della raccolta Silly Symphonies, facente parte della collana Walt Disney Treasures e uscita in America del Nord il 4 dicembre 2001 e in Italia il 22 aprile 2004.

## Riconoscimenti
- 1936 – Premio Oscar[6]
  - Candidato per il miglior cortometraggio d'animazione a Walt Disney
- 1936 – Mostra internazionale d'arte cinematografica[7]
  - Medaglia di segnalazione speciale per il complesso della produzione a disegni animati a Walt Disney
- 1936 - National Board of Review Awards[8]
  - Migliori dieci film dell'anno